# Festivalbar 1974
L'undicesimo Festivalbar si svolse nell'estate del 1974.
Venne condotto dal patron Vittorio Salvetti.
Il vincitore dell'edizione fu Claudio Baglioni con il brano E tu....

## Cantanti partecipanti
- 1. Claudio Baglioni - E tu... (93.716 voti)
- 2. Drupi - Piccola e fragile (89.218 voti)
- 3. Marcella Bella - Nessuno mai (66.535 voti)
- 4. Alunni del Sole - Jenny (62.306 voti)
- 5. Daniel Sentacruz Ensemble - Soleado (58.911 voti)
- 6. I Cugini di Campagna - Innamorata (58.038 voti)
- 7. Sandro Giacobbe - Signora mia (57.244 voti)
- 8. James Last - Beethoven '74 (54.900 voti)
- Loredana Bertè - Volevi un amore grande
- Johnny Sax - Snoopy
- I Nuovi Angeli - Carovana
- I Romans - Il mattino dell'amore
- Renato Zero - Il tuo safari
- Nomadi - Tutto a posto
- Gens - Quanto freddo c'è (Negli occhi tuoi)
- Le Figlie del Vento - Benedetto chi ha inventato l'amore
- Patty Pravo - Quale signora
- Camaleonti - Il campo delle fragole
- Suzi Quatro - Devil Gate Drive
- Dik Dik - Help Me
- Luciano Angeleri - Lisa, Lisa
- Astor Piazzolla - Libertango
- Maurizio Piccoli - Metamauco
- Sissi - Lui mi è rimasto nel cuore
- Ike & Tina Turner - Sweet Rhonde Island Red
- Demis - Someday Somewhere
- Grand Funk - The Loco-Motion
- I Panda - Addormentata
- MFSB (Mother, Father, Sister & Brothers) - T. S. O. P. (The Sound Of Philadelphia) (sigla di apertura)

## Ospiti
Mia Martini con Inno

## Direzione artistica
Vittorio Salvetti

## Organizzazione
RAI